# Santa Isabel (Lisboa)
Santa Isabel é uma parte da cidade e antiga freguesia portuguesa do concelho de Lisboa, com 0,63 km² de área e 6 875 habitantes (2011). Densidade: 10 912,7 hab/km².
Foi criada em 1741. Em 1959, a parte correspondente ao bairro de Campo de Ourique foi-lhe desanexada, passando a constituir a freguesia de Santo Condestável.
Como consequência de nova reorganização administrativa, oficializada a 8 de novembro de 2012 e que entrou em vigor após as eleições autárquicas de 2013, foi determinada a extinção da freguesia, que se agregou novamente a Santo Condestável e passou a integrar a nova freguesia de Campo de Ourique. Assim, na prática, esta reorganização veio restaurar, sob designação diferente, a freguesia de Santa Isabel existente antes de 1959.

## População
★ No censo de 1864 figura Santa Isabel (intra-muros) no concelho de Lisboa e Santa Isabel (extra-muros) no concelho de Belém. Os seus limites foram fixados pelo decreto-lei nº 42.142, de 07/02/1959

Grupos etários em 2001 e 2011			

| Nº de habitantes | Nº de habitantes | Nº de habitantes | Nº de habitantes | Nº de habitantes | Nº de habitantes | Nº de habitantes | Nº de habitantes | Nº de habitantes | Nº de habitantes | Nº de habitantes | Nº de habitantes | Nº de habitantes | Nº de habitantes | Nº de habitantes | Nº de habitantes |
| ---------------- | ---------------- | ---------------- | ---------------- | ---------------- | ---------------- | ---------------- | ---------------- | ---------------- | ---------------- | ---------------- | ---------------- | ---------------- | ---------------- | ---------------- | ---------------- |
| 1864             | 1878             | 1890             | 1900             | 1911             | 1920             | 1930             | 1940             | 1950             | 1960             | 1970             | 1981             | 1991             | 2001             | 2011             |                  |
| 12186            | 16181            | 25767            | 31957            | 41759            | 44176            | 59020            | 67535            | 72377            | 14950            | 12155            | 11683            | 9249             | 7270             | 6875             |                  |
|                  | +33%             | +59%             | +24%             | +31%             | +6%              | +34%             | +14%             | +7%              | -79%             | -19%             | -4%              | -21%             | -21%             | -5%              |                  |

|     | 0-14 anos  | 15-24 anos | 25-64 anos   | 65 e + anos  |
| Hab | 744 \| 876 | 835 \| 669 | 3635 \| 3507 | 2056 \| 1823 |
| Var | +18%       | -20%       | -4%          | -11%         |

## História da freguesia
A Freguesia de Santa Isabel foi criada a 14 de maio de 1741 pelo Cardeal D. Tomás de Almeida, com o objectivo de integrar no aro de uma freguesia as zonas de expansão da cidade que se desenvolviam para Norte.
A construção da igreja paroquial iniciou-se em 4 de Julho – festa litúrgica de Santa Isabel, com o patrocínio do Rei D. João V. Em 14 de Agosto de 1768, é inaugurada a Capela de Nossa Senhora de Monserrate, construída por iniciativa da "Irmandade dos Fabricantes de Seda".
Após a cidade ser atingida por um surto de cólera morbus, em 1833, foi urgente criar um cemitério, nascendo assim o Cemitério dos Prazeres.
A Casa de D. Bosco dos Salesianos, fundada em 1896, destinada à educação dos meninos pobres, tomou-se numa escola profissional.

## Património
Esta lista é uma sublista da Lista de património edificado no distrito de Lisboa para a freguesia de Santa Isabel, baseada nas listagens do IGESPAR de Março de 2005 e atualizações.
| ID    | Designações | Categoria          | Tipologia | Freguesia    | Grau | Ano  | Coordenadas                  | Imagem |
| ----- | --- | ------------------ | --------- | ------------ | ---- | ---- | ---------------------------- | ------ |
| 72355 | Antigo Jardim Cinema, zona do monumental salão de jogos, na Avenida Álvares Cabral, 33 a 37 | Arquitectura civil | Cinema    | Santa Isabel | IIP  | 2002 | 38.71828362° N 9.15640154° O |        |
| 72356 | Panificação Mecânica Limitada | Arquitectura civil | Edifício  | Santa Isabel | IIP  | 1983 | 38.72038° N 9.161451° O      |        |
| 70216 | Aqueduto das Águas Livres, seus aferentes e correlacionados (concelho de Lisboa: freguesias de Benfica, São Domingos de Benfica, Campolide, São Sebastião da Pedreira, Santo Condestável, Prazeres, Santa Isabel, Lapa, Santos-o-Velho, São Mamede, Mercês ou Aqueduto das Águas Livres e Mãe de Água (antiga designação constante do Decreto de 16 de Junho de 1910) | Arquitectura civil | Aqueduto  | Campolide    | MN   |      | 38.729852° N 9.17029° O      |        |

 Legenda: PM - Património Mundial · MN - Monumento Nacional · IIP - Imóvel de Interesse Público · MIP - Monumento de Interesse Público · CIP - Conjunto de Interesse Público · SIP - Sítio de Interesse Público · IIM - Imóvel de Interesse Municipal · MIM - Monumento de Interesse Municipal · CIM - Conjunto de Interesse Municipal · SIM - Sítio de Interesse Municipal · VC - Em vias de classificação · SPL - Sem proteção legal
- - Museu e Jardim-Escola João de Deus (Monumento de Interesse Público)[4]

### Património Arquitectónico
Esta é uma lista do Inventário do Património Arquitectónico baseado nas listagens do SIPA (Setembro de 2011)
- Cemitério Inglês e Igreja de São Jorge
- Convento de Nossa Senhora dos Remédios ou Mosteiro das Trinitárias do Rato
- Diana Park
- Edifício na Avenida Álvares Cabral, n.º 30-32
- Edifício na Avenida Álvares Cabral, n.º 34-36
- Edifício na Avenida Álvares Cabral, n.º 44-48
- Edifício na Avenida Álvares Cabral, n.º 67 ou Casa de Cristino da Silva
- Edifício na Praça das Águas Livres n.º 8 e Rua Gorgel do Amaral n.º 1 ou Bloco das Águas Livres
- Edifício na Rua D. Dinis, n.º 22
- Edifício na Rua D. João V, n.º 10
- Edifício na Rua D. João V, n.º 18
- Edifício na Rua D. João V, n.º 20
- Edifício na Rua de São Bento, n.º 191 - 193 ou Casa-Museu Amália Rodrigues
- Edifício na Rua de São Bento, n.º 333-335 ou Edifício da Portugália Filmes
- Edifício na Rua de São Bernardo, n.º 33
- Edifício na Rua Saraiva de Carvalho, n.º 2 ou Obra Social do Ministério das Obras Públicas
- Edifício na Rua Saraiva de Carvalho, n.º 66 - 68 ou Casa onde faleceu Almeida Garrett
- Escola Industrial Machado de Castro
- Igreja de Santa Isabel
- Instituto António Aurélio da Costa Ferreira ou Instituto de Inovação Educacional
- Liceu de Pedro Nunes ou Escola Secundária Pedro Nunes
- Palacete do Visconde de Santo Ambrósio
- Palacete do Visconde Ferreira de Lima
- Palácio do Conde Barão de Linhó
- Palácio dos Condes de Anadia ou Palácio Rebelo Palhares ou Quinta de São João dos Bemcasados
- Palacete Ulrich
- Quartel de Campo de Ourique
- Reservatório de água de Campo de Ourique
- Torres das Amoreiras - Centro Comercial das Amoreiras

### Outros
- Monumento a Pedro Álvares Cabral

## Arruamentos
A freguesia de Santa Isabel continha 51 arruamentos. Eram eles:
| - Avenida Álvares Cabral - Avenida Engenheiro Duarte Pacheco - Beco de Santa Quitéria - Beco do Batalha - Beco do Casal - Beco do Julião - Beco do Paiol - Largo do Paiol - Largo do Rato - Largo Dr. António Viana - Praça das Águas Livres - Praça Ginásio Clube Português - Rua Carlos Alberto da Mota Pinto - Rua Custódio Vieira - Rua da Arrábida - Rua da Estrela - Rua da Páscoa | - Rua das Amoreiras - Rua de D. Dinis (O Lavrador) - Rua de Infantaria 16 - Rua de Santa Isabel - Rua de Santo Amaro - Rua de São Bento - Rua de São Bernardo - Rua de São João Nepomuceno - Rua de São Joaquim - Rua de São Jorge - Rua do Cabo - Rua do Campo de Ourique - Rua do Sol ao Rato - Rua Dom João V - Rua Ferreira Borges - Rua Gorgel do Amaral - Rua João Anastácio Rosa | - Rua José Gomes Ferreira - Rua Joshua Benoliel - Rua Maria Ulrich - Rua Saraiva de Carvalho - Rua Silva Carvalho - Rua Tierno Galvan - Travessa da Arrábida - Travessa das Terras de Sant'Ana - Travessa de Cima dos Quartéis - Travessa de Santa Quitéria - Travessa de Santo Aleixo - Travessa de Santo Ildefonso - Travessa de São Caetano - Travessa de São Plácido - Travessa Debaixo dos Quartéis - Travessa do Barbosa - Travessa do Cabo |